# Olympische Sommerspiele 2016/Teilnehmer (Indonesien)
| Gelbes Symbol für Goldmedaillen mit stilisierten Olympischen Ringen | Graues Symbol für Silbermedaillen mit stilisierten Olympischen Ringen | Braundes Symbol für Bronzemedaillen mit stilisierten Olympischen Ringen |
| ------------------------------------------------------------------- | --------------------------------------------------------------------- | ----------------------------------------------------------------------- |
| 1                                                                   | 2                                                                     | —                                                                       |

Indonesien nahm an den Olympischen Spielen 2016 in Rio de Janeiro teil. Es war die insgesamt 15. Teilnahme an Olympischen Sommerspielen. Insgesamt wurden 28 Athleten in 7 Sportarten nominiert.

## Teilnehmer nach Sportarten

### Badminton
| Athleten                                | Wettbewerb | Gruppenphase                                                                           | Gruppenphase                                                     | Gruppenphase | Gruppenphase | Achtelfinale          | Achtelfinale              | Viertelfinale                 | Viertelfinale      | Halbfinale            | Halbfinale         | Finale                      | Finale             | Rang          |
| Athleten                                | Wettbewerb | Gegner                                                                                 | Ergebnis                                                         | Punkte       | Rang         | Gegner                | Ergebnis                  | Gegner                        | Ergebnis           | Gegner                | Ergebnis           | Gegner                      | Ergebnis           | Rang          |
| --------------------------------------- | ---------- | -------------------------------------------------------------------------------------- | ---------------------------------------------------------------- | ------------ | ------------ | --------------------- | ------------------------- | ----------------------------- | ------------------ | --------------------- | ------------------ | --------------------------- | ------------------ | ------------- |
| Frauen                                  |            |                                                                                        |                                                                  |              |              |                       |                           |                               |                    |                       |                    |                             |                    |               |
| Lindaweni Fanetri                       | Einzel     | Vũ Thị Trang Nozomi Okuhara                                                            | 0:2 (12:21, 11:21) 0:2 (12:21, 12:21)                            | 47:84        | 3            | ausgeschieden         | ausgeschieden             | ausgeschieden                 | ausgeschieden      | ausgeschieden         | ausgeschieden      | ausgeschieden               | ausgeschieden      | ausgeschieden |
| Nitya Krishinda Maheswari Greysia Polii | Doppel     | Poon Lok Yan Tse Ying Suet Heather Olver Lauren Smith Vivian Hoo Kah Mun Woon Khe Wei  | 2:0 (21:9, 21:11) 2:0 (21:10, 21:13) 2:0 (21:19, 21:19)          | 126:81       | 1            | Tang Yuanting Yu Yang | 0:2 (11:21, 14:21)        | ausgeschieden                 | ausgeschieden      | ausgeschieden         | ausgeschieden      | ausgeschieden               | ausgeschieden      | ausgeschieden |
| Männer                                  |            |                                                                                        |                                                                  |              |              |                       |                           |                               |                    |                       |                    |                             |                    |               |
| Tommy Sugiarto                          | Einzel     | Howard Shu Osleni Guerrero                                                             | 2:0 (21:14, 21:10) 2:0 (21:12, 21:14)                            | 84:50        | 1            | Rajiv Ouseph          | 1:2 (13:21, 21:14, 16:21) | ausgeschieden                 | ausgeschieden      | ausgeschieden         | ausgeschieden      | ausgeschieden               | ausgeschieden      | ausgeschieden |
| Mohammad Ahsan Hendra Setiawan          | Doppel     | Manu Attri B. Sumeeth Reddy Hiroyuki Endō Ken’ichi Hayakawa Chai Biao Hong Wei         | 2:0 (21:18, 21:13) 1:2 (17:21, 21:16, 14:21) 0:2 (15:21, 17:21)  | 126:131      | 3            | ausgeschieden         | ausgeschieden             | ausgeschieden                 | ausgeschieden      | ausgeschieden         | ausgeschieden      | ausgeschieden               | ausgeschieden      | ausgeschieden |
| Mixed                                   |            |                                                                                        |                                                                  |              |              |                       |                           |                               |                    |                       |                    |                             |                    |               |
| Liliyana Natsir Tontowi Ahmad           | Doppel     | Leanne Choo Robin Middleton Savitree Amitrapai Bodin Isara Goh Liu Ying Chan Peng Soon | 2:0 (21:7, 21:8) 2:0 (21:11, 21:13) 2:0 (21:15, 21:11)           | 126:65       | 1            | –                     | –                         | Praveen Jordan Debby Susanto  | 2:0 (21:16, 21:11) | Zhao Yunlei Zhang Nan | 2:0 (21:12, 21:19) | Goh Liu Ying Chan Peng Soon | 2:0 (21:14, 21:12) | Gold          |
| Praveen Jordan Debby Susanto            | Doppel     | Chau Hoi Wah Lee Chun Hei Birgit Michels Michael Fuchs Zhao Yunlei Zhang Nan           | 2:1 (21:12, 19:21, 21:15) 2:0 (21:16:, 21:15) 0:2 (11:21, 18:21) | 132:121      | 2            | –                     | –                         | Liliyana Natsir Tontowi Ahmad | 0:2 (16:21, 11:21) | ausgeschieden         | ausgeschieden      | ausgeschieden               | ausgeschieden      | ausgeschieden |

### Bogenschießen
| Athleten                                       | Wettbewerb | Qualifikation | Qualifikation | 1. Runde          | 1. Runde           | 2. Runde      | 2. Runde      | Achtelfinale  | Achtelfinale  | Viertelfinale      | Viertelfinale | Halbfinale    | Halbfinale    | Finale        | Finale        | Rang |
| Athleten                                       | Wettbewerb | Ringe         | Rang          | Gegner            | Ergebnis           | Gegner        | Ergebnis      | Gegner        | Ergebnis      | Gegner             | Ergebnis      | Gegner        | Ergebnis      | Gegner        | Ergebnis      | Rang |
| ---------------------------------------------- | ---------- | ------------- | ------------- | ----------------- | ------------------ | ------------- | ------------- | ------------- | ------------- | ------------------ | ------------- | ------------- | ------------- | ------------- | ------------- | ---- |
| Frauen                                         |            |               |               |                   |                    |               |               |               |               |                    |               |               |               |               |               |      |
| Ika Yuliana Rochmawati                         | Einzel     | 617           | 42            | Naomi Folkard     | 5-6 (SO) (135:135) | ausgeschieden | ausgeschieden | ausgeschieden | ausgeschieden | ausgeschieden      | ausgeschieden | ausgeschieden | ausgeschieden | ausgeschieden | ausgeschieden | 33   |
| Männer                                         |            |               |               |                   |                    |               |               |               |               |                    |               |               |               |               |               |      |
| Riau Ega Agatha                                | Einzel     | 660           | 33            | Xing Yu           | 7-1 (109:102)      | Kim Woo-jin   | 6-2 (110:107) | Mauro Nespoli | 0-6 (78:85)   | ausgeschieden      | ausgeschieden | ausgeschieden | ausgeschieden | ausgeschieden | ausgeschieden | 9    |
| Hendra Purnama                                 | Einzel     | 655           | 40            | Wiktor Ruban      | 3-7 (127:129)      | ausgeschieden | ausgeschieden | ausgeschieden | ausgeschieden | ausgeschieden      | ausgeschieden | ausgeschieden | ausgeschieden | ausgeschieden | ausgeschieden | 33   |
| Muhammad Wijaya                                | Einzel     | 647           | 49            | Mauro Nespoli     | 3-7 (134:140)      | ausgeschieden | ausgeschieden | ausgeschieden | ausgeschieden | ausgeschieden      | ausgeschieden | ausgeschieden | ausgeschieden | ausgeschieden | ausgeschieden | 33   |
| Riau Ega Agatha Hendra Purnama Muhammad Wijaya | Mannschaft | 1962          | 10            | Chinesisch Taipeh | 6-2 (220:214)      | –             | –             | –             | –             | Vereinigte Staaten | 2-6 (215:224) | ausgeschieden | ausgeschieden | ausgeschieden | ausgeschieden | 6    |

### Gewichtheben
| Athleten              | Wettbewerb       | Reißen        | Reißen        | Stoßen        | Stoßen        | Zweikampf     | Zweikampf     | Rang          |
| Athleten              | Wettbewerb       | Gewicht       | Rang          | Gewicht       | Rang          | Gewicht       | Rang          | Rang          |
| --------------------- | ---------------- | ------------- | ------------- | ------------- | ------------- | ------------- | ------------- | ------------- |
| Frauen                |                  |               |               |               |               |               |               |               |
| Sri Wahyuni Agustiani | Klasse bis 48 kg | 85 kg         | 2             | 107 kg        | 2             | 192 kg        | 2             | Silber        |
| Dewi Safitri          | Klasse bis 53 kg | 80 kg         | 7             | 105 kg        | 6             | 185 kg        | 7             | 7             |
| Männer                |                  |               |               |               |               |               |               |               |
| Eko Yuli Irawan       | Klasse bis 62 kg | 142 kg        | 2             | 170 kg        | 2             | 312 kg        | 2             | Silber        |
| Muhammad Hasbi        | Klasse bis 62 kg | 130 kg        | 6             | 160 kg        | 8             | 290 kg        | 7             | 7             |
| Triyatno              | Klasse bis 69 kg | 142 kg        | 9             | 175 kg        | 14            | 317 kg        | 10            | 10            |
| I Ketut Ariana        | Klasse bis 69 kg | nicht beendet | nicht beendet | nicht beendet | nicht beendet | nicht beendet | nicht beendet | nicht beendet |
| Deni                  | Klasse bis 77 kg | 146 kg        | 13            | 177 kg        | 12            | 323 kg        | 12            | 12            |

### Leichtathletik
Laufen und Gehen 
| Athleten      | Wettbewerb | Vorlauf | Vorlauf | Halbfinale | Halbfinale | Finale        | Finale        | Rang |
| Athleten      | Wettbewerb | Zeit    | Rang    | Zeit       | Rang       | Zeit          | Rang          | Rang |
| ------------- | ---------- | ------- | ------- | ---------- | ---------- | ------------- | ------------- | ---- |
| Männer        |            |         |         |            |            |               |               |      |
| Sudirman Hadi | 100 m      | 10,77 s | 2       | 10,70 s    | 65         | ausgeschieden | ausgeschieden | 65   |

 Springen und Werfen 
| Athleten            | Wettbewerb | Qualifikation | Qualifikation | Finale        | Finale        | Rang |
| Athleten            | Wettbewerb | Weite/Höhe    | Rang          | Weite/Höhe    | Rang          | Rang |
| ------------------- | ---------- | ------------- | ------------- | ------------- | ------------- | ---- |
| Frauen              |            |               |               |               |               |      |
| Maria Natalia Londa | Weitsprung | 6,29 m        | 26            | ausgeschieden | ausgeschieden | 26   |

### Radsport

#### BMX
| Athleten        | Wettbewerb | Qualifikation | Qualifikation | Viertelfinale | Viertelfinale | Halbfinale    | Halbfinale    | Finale        | Finale        | Rang          |
| Athleten        | Wettbewerb | Zeit          | Rang          | Punkte        | Rang          | Punkte        | Rang          | Zeit          | Rang          | Rang          |
| --------------- | ---------- | ------------- | ------------- | ------------- | ------------- | ------------- | ------------- | ------------- | ------------- | ------------- |
| Männer          |            |               |               |               |               |               |               |               |               |               |
| Toni Syarifudin | Race       | 40,975 s      | 31            | 22            | 7             | ausgeschieden | ausgeschieden | ausgeschieden | ausgeschieden | ausgeschieden |

### Rudern
| Athleten       | Wettbewerb | Vorlauf     | Vorlauf | Vorlauf       | Hoffnungslauf | Hoffnungslauf | Hoffnungslauf | Viertelfinale | Viertelfinale | Viertelfinale | Halbfinale  | Halbfinale | Halbfinale    | Finale      | Finale | Rang |
| Athleten       | Wettbewerb | Zeit        | Platz   | Qualifikation | Zeit          | Platz         | Qualifikation | Zeit          | Platz         | Qualifikation | Zeit        | Platz      | Qualifikation | Zeit        | Platz  | Rang |
| -------------- | ---------- | ----------- | ------- | ------------- | ------------- | ------------- | ------------- | ------------- | ------------- | ------------- | ----------- | ---------- | ------------- | ----------- | ------ | ---- |
| Frauen         |            |             |         |               |               |               |               |               |               |               |             |            |               |             |        |      |
| Dewi Yuliawati | Einer      | 9:36,10 min | 6       | Hoffnungslauf | 8:14,81 min   | 5             | Halbfinale E  | –             | –             | –             | 8:39,95 min | 2          | E-Finale      | 8:44,54 min | 5      | 29   |
| Männer         |            |             |         |               |               |               |               |               |               |               |             |            |               |             |        |      |
| Memo           | Einer      | 7:14,17 min | 3       | Viertelfinale | –             | –             | –             | 6:59,76 min   | 4             | Halbfinale C  | 7:25,60 min | 3          | C-Finale      | 6:59,44 min | 4      | 16   |

### Schwimmen
| Athleten             | Wettbewerb          | Vorlauf     | Vorlauf | Halbfinale    | Halbfinale    | Finale        | Finale        | Rang |
| Athleten             | Wettbewerb          | Zeit        | Rang    | Zeit          | Rang          | Zeit          | Rang          | Rang |
| -------------------- | ------------------- | ----------- | ------- | ------------- | ------------- | ------------- | ------------- | ---- |
| Frauen               |                     |             |         |               |               |               |               |      |
| Yessy Yosaputra      | 200 m Rücken        | 2:20,88 min | 28      | ausgeschieden | ausgeschieden | ausgeschieden | ausgeschieden | 28   |
| Männer               |                     |             |         |               |               |               |               |      |
| Glenn Victor Sutanto | 100 m Schmetterling | 54,25 s     | 35      | ausgeschieden | ausgeschieden | ausgeschieden | ausgeschieden | 35   |